# Natalia Żarska
Natalia Żarska, z domu Michałkiewicz (ur. 5 marca 1906 we Lwowie, zm. 14 lutego 2001 w Olsztynie) – nauczycielka polskiego, Honorowa Obywatelka Olsztyna.

## Życiorys
Była córką Stefana i Katarzyny z domu Samosiej. Opuściła Lwów wraz z rodziną w związku z działaniami I wojny światowej. Część wojny spędziła w Tomaszowie Lubelskim, następnie przeniosła się do Włocławka. We Włocławku ukończyła gimnazjum żeńskie oraz dwuletnie studia w Pedagogium im. Władysława Spasowskiego (1927). Studiowała także historię na Uniwersytecie Warszawskim, jednak tych studiów nie ukończyła, uzyskała natomiast prawo nauczania historii na poziomie podstawowym. Od 1927 była nauczycielką języka polskiego w szkole powszechnej we Włocławku; prowadziła jednocześnie działalność społeczną. W 1938 przeniosła się na rok do Rybnika, ale powróciła do Włocławka po wybuchu II wojny światowej. W grudniu 1939 została razem z rodziną przesiedlona do Pruszkowa, gdzie nadal pracowała jako nauczycielka. Jednocześnie uczestniczyła w tajnym nauczaniu języka polskiego i historii na poziomie gimnazjalnym i licealnym oraz zajmowała się kolportażem prasy podziemnej. Rozpoczęte w tym okresie studia polonistyczne na tajnym Uniwersytecie Ziem Zachodnich uwieńczyła dyplomem magisterskim w 1947 (na Uniwersytecie Poznańskim).
W 1948 wyszła za mąż za weterana walk o Tobruk Jana Żarskiego i rok później przeniosła się do Olsztyna. Podjęła pracę nauczycielki języka polskiego i historii w szkole średniej (obecnie I Liceum Ogólnokształcące w Olsztynie), w 1959 była inicjatorką nadania szkole imienia Adama Mickiewicza, a w 1965 budowy pomnika patrona przy szkole (dłuta Balbiny Świtycz-Widackiej). W ciągu prawie 30 lat pracy w liceum (przeszła na emeryturę w 1977) organizowała koła zainteresowań historii sztuki i teatru, zainicjowała działalność gazetki szkolnej ("Merkuriusz Szkolny"), opiekowała się działalnością ogniska harcerskiego. Pracowała także w Ośrodku Metodycznym dla pedagogów w Olsztynie i zaocznym Studium Nauczycielskim. Od 1961 była lektorem języka i kultury polskiej dla cudzoziemców-studentów Wyższej Szkoły Rolniczej w Olsztynie (późniejszej Akademii Rolniczo-Technicznej, która w 1999 stała się filarem Uniwersytetu Warmińsko-Mazurskiego).
Po przejściu na emeryturę nadal uczestniczyła w życiu kulturalnym i społecznym Olsztyna i liceum im. Mickiewicza. Działała m.in. w olsztyńskim oddziale Towarzystwa Literackiego im. Adama Mickiewicza. W 1995 znalazła się w gronie zasłużonych nauczycieli, wyróżnionych tytułem Honorowego Obywatela Olsztyna (obok Jadwigi Lindner, Jana Lubomirskiego i Kazimierza Pacera). Otrzymała także Złotą Odznakę ZNP i Srebrny Krzyż Zasługi (przed 1939), a po wojnie m.in. Krzyż Kawalerski Orderu Odrodzenia Polski, Złoty Krzyż Zasługi, Medal Komisji Edukacji Narodowej, odznakę Zasłużony Działacz Kultury. Spoczywa na cmentarzu komunalnym w Olsztynie (kw. G43 rząd 9 grób 20).
W 2002 Rada Miasta Olsztyna nadała imię Natalii Żarskiej jednej z olsztyńskich ulic.